# Rue des Chevaux
La rue des Chevaux est une voie du centre-ville de la commune française de Laval.

## Situation et accès
Elle se trouvait à l'intérieur des remparts médiévaux et c'est une des plus vieilles rues de la ville. Elle s'ouvre d'un côté sur la rue du Pin-Doré et de l'autre sur la Grande rue. Relativement large au départ, elle se rétrécit à l'approche de la Grande rue, avec laquelle elle communique par un étroit goulet et par un escalier.

## Historique
La rue des Chevaux est adossée aux remparts sud de Laval. Elle se trouve aussi sur les « Éperons », un site rocheux, en hauteur par rapport au reste de la ville. Au Moyen Âge puis à la Renaissance, la rue forme donc la « ville-haute » et elle est habitée par l'élite locale. À partir du XVIIe siècle, cette élite s'installe plus au sud, autour de la place du Gast qui est en hors des murs.
Les remparts, construits au XIIIe siècle, étaient à l'origine ouverts rue des Chevaux par la « porte Belot-Oysel ». Elle fut condamnée et protégée par un bastion après la Guerre de Cent Ans, puis a finalement disparu lors du percement de la rue des Éperons vers 1843.
Ce secteur a fait l'objet de sondages archéologiques en 1997, pour mieux connaître l'enceinte, dont les fondations ont été reprises, probablement au XVIIIe siècle.

## Bâtiments remarquables et lieux de mémoire
La rue compte un grand nombre de maisons et d'hôtels particuliers des XVe et XVIe siècles. 
La Maison de la Psalette, au numéro 5, construite au XVIe siècle puis remaniée au XIXe siècle.
La Maison du Chastelais, au numéro 8, construite vers 1500.
Les maisons aux numéros 1, 2, 3, 8, 11 et 13 datent toutes du XVe ou du XVIe siècle et ont généralement été modifiées aux XVIIIe ou XIXe siècles.
La maison du numéro 2, à pan de bois, a été datée précisément de 1509-1510. La maison du numéro 1 est la seule à pan de bois en losange. Le début du XVIe siècle est un moment important de la construction à pan de bois à Laval.